# Seliștea (okręg Arad)
Seliștea – wieś w Rumunii, w okręgu Arad, w gminie Cărand. W 2011 roku liczyła 443 mieszkańców. 